# Patrizia Siorpaes
Patrizia Siorpaes (Belluno, 5 aprile 1957) è un'ex sciatrice alpina italiana.

## Biografia
Sciatrice polivalente originaria di Cortina d'Ampezzo, Patrizia Siorpaes fece parte della nazionale italiana dal 1970 al 1974 e gareggiò in Coppa del Mondo e in Coppa Europa, senza ottenere piazzamenti di rilievo. Ai Mondiali di Sankt Moritz 1974, sua unica presenza iridata, si classificò 20ª nello slalom speciale e ai Campionati italiani vinse la medaglia d'argento nella medesima specialità nel 1974; non prese parte a rassegne olimpiche.

## Palmarès

### Campionati italiani
- 1 medaglia[4]:
  - 1 argento (slalom speciale nel 1974)